# Busby (Montana)
Busby é uma Região censo-designada localizada no Estado americano de Montana, no Condado de Big Horn.

## Demografia
Segundo o censo americano de 2000, a sua população era de 695 habitantes.

## Geografia
De acordo com o United States Census Bureau tem uma área de 
36,9 km², dos quais 36,8 km² cobertos por terra e 0,1 km² cobertos por água.

## Localidades na vizinhança
O diagrama seguinte representa as localidades num raio de 40 km ao redor de Busby. 